# Луїс Монтес
Луїс Монтес (ісп. Luis Montes, нар. 15 травня 1986, Сьюдад-Хуарес) — мексиканський футболіст, півзахисник клубу «Леон» та національної збірної Мексики.

## Клубна кар'єра
У дорослому футболі дебютував 2005 року виступами за команду клубу «Індіос», в якій провів один сезон, взявши участь лише у 7 матчах чемпіонату.
Своєю грою за цю команду привернув увагу представників тренерського штабу клубу «Пачука», до складу якого приєднався 2006 року. Відіграв за команду з Пачука-де-Сото наступні п'ять сезонів своєї ігрової кар'єри.
До складу клубу «Леон» приєднався 2011 року. Відтоді встиг відіграти за команду з Леона понад 200 матчів в національному чемпіонаті.

## Виступи за збірну
2013 року дебютував в офіційних матчах у складі національної збірної Мексики. Наразі провів у формі головної команди країни 25 матчів, забивши 5 голів.
У складі збірної був учасником розіграшу Золотого кубка КОНКАКАФ 2013 року, а за чотири роки — переможцем розіграшу Золотого кубка КОНКАКАФ 2019 року.

## Титули і досягнення
- Володар Золотого кубка КОНКАКАФ (1): 2019